# Gonimbrasia cytherea
Gonimbrasia cytherea är en fjärilsart som beskrevs av Jacob Hübner 1806. Gonimbrasia cytherea ingår i släktet Gonimbrasia och familjen påfågelsspinnare. Inga underarter finns listade i Catalogue of Life.

## Bildgalleri

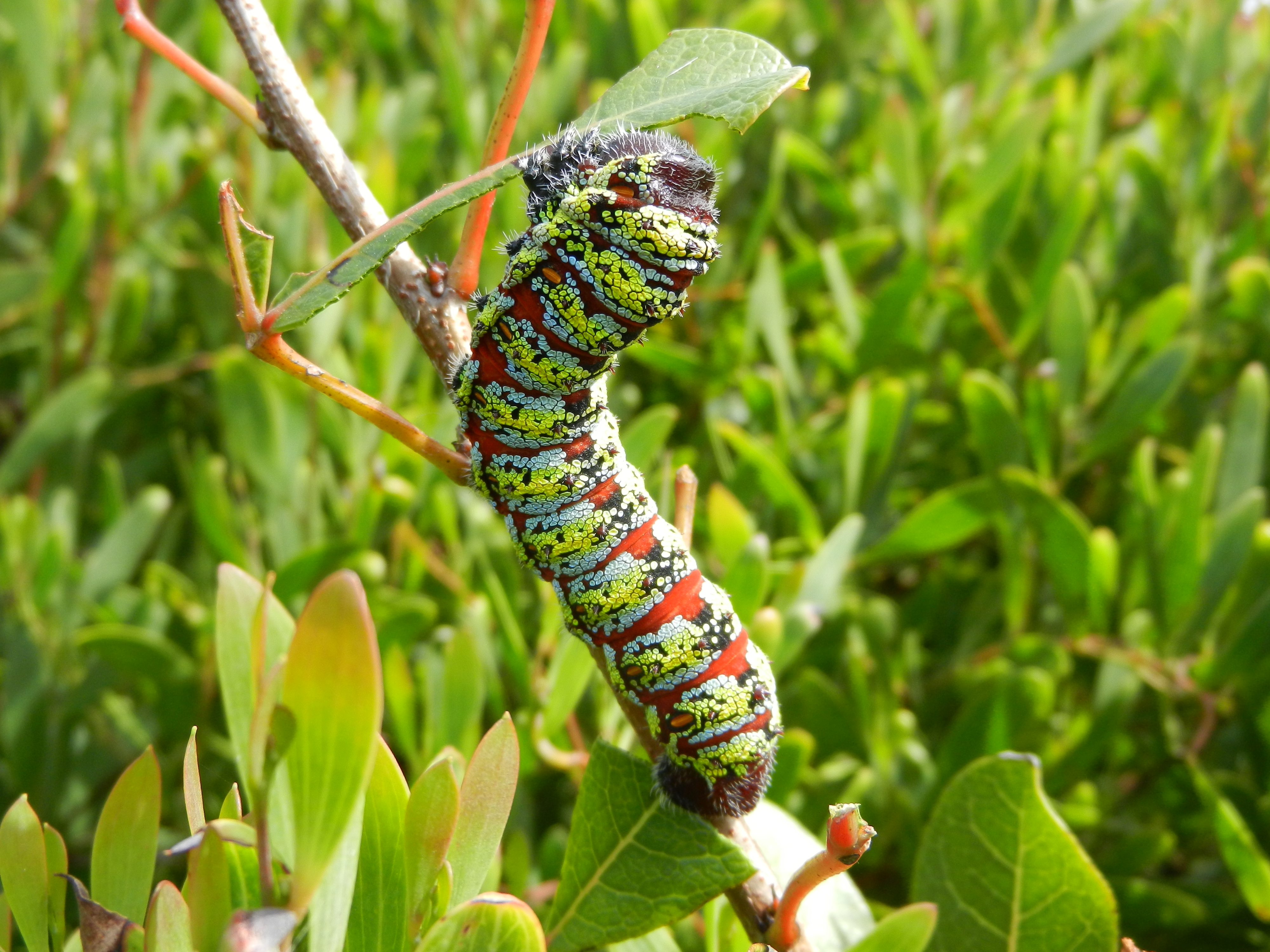
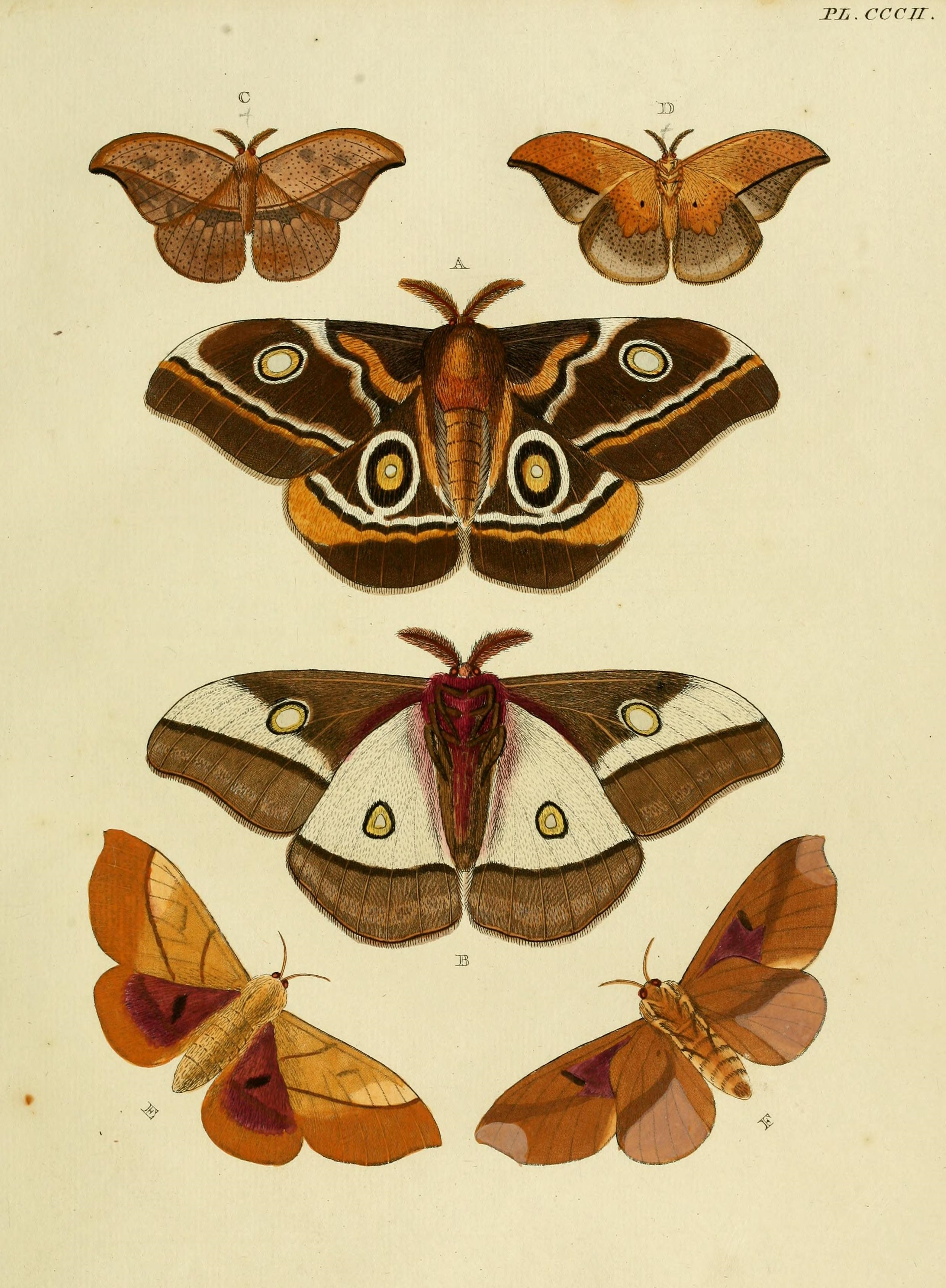
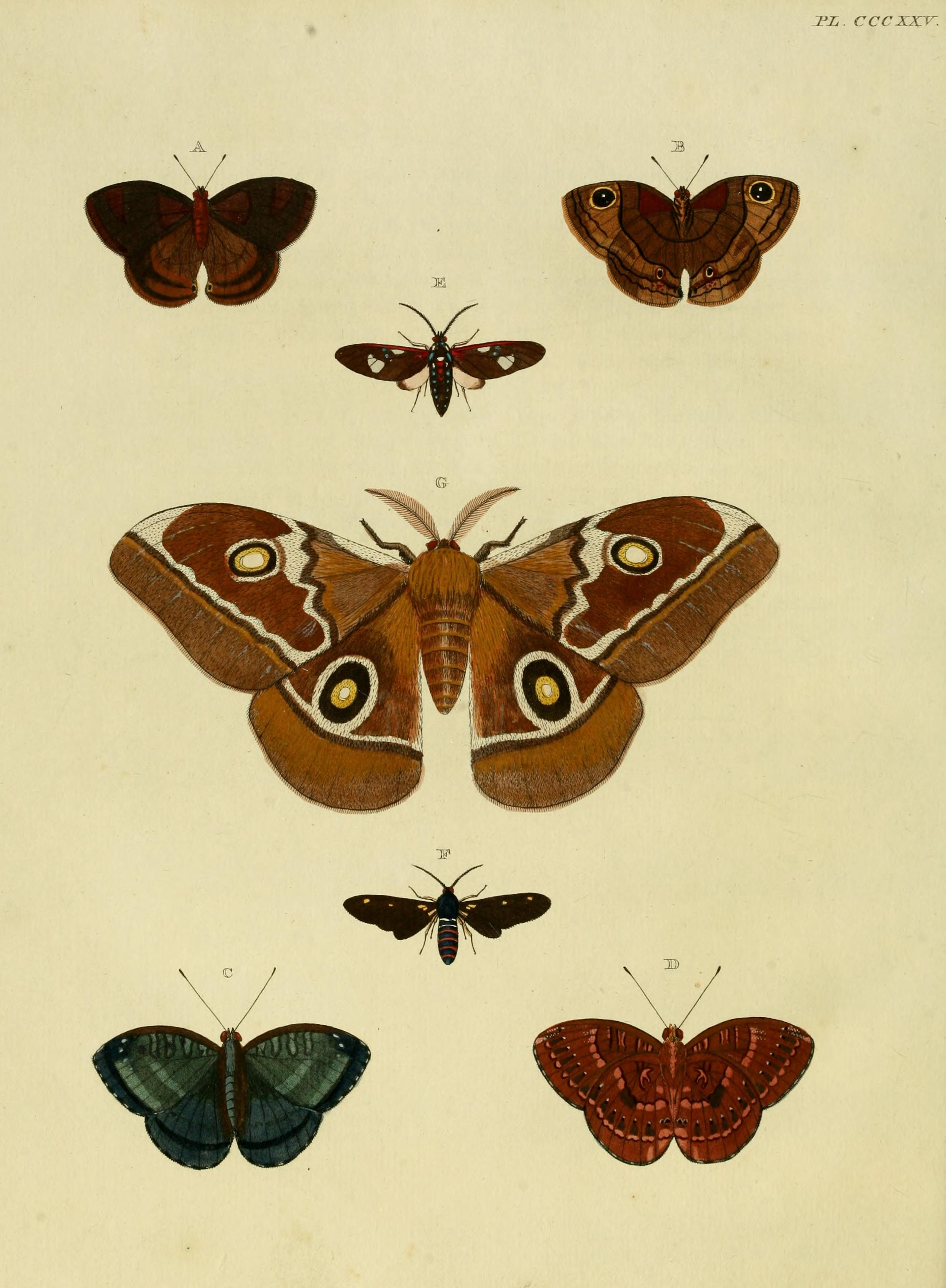